# María, la maestra de arte
«María, la Maestra de arte» — es una película soviética de cuento de hadas, producida en Estudio de cine de M.Gorkiy de Moscú en 1959 por el por el director Alexandr Rou según pieza de Yevgueny Schwarz.
El estreno de la película en la URSS sucedió el 24 de marzo de 1960.

## Argumento
Un soldado-tamborilero desmovilizado regresa a su tierra natal. Dos osillos llorando le piden que salve a su abuelo de una trampa. El oso relata al soldado que en el bosque, donde siempre caminaba tranquilmente, se ha alojado un monstruo que nadie veía y hace malos asuntos. El soldado decide visitar este bosque para poner orden y encuentra a un chico, Ivanito. Ivanito relata al soldado que busca a su mamá María, la maestra de arte, secuestrada por el zar Vodokrut XIII. El soldado e Ivanito llegan a ser buenos amigos y juntos van a salvar a María, la maestra de arte. En el bosque les alcanza Vodokrut y les atrae a su zarino, donde les marea, mostrándoles sus riquezas y a sus empleados. Pero el soldado e Ivanito no se dejan convencer por el zar y le exigen que devuelva a María, la maestra de arte, secuestrada por él. Entonces el zar Vodokrut manda a su nieta a que lleve a María a un lago hirviente y la multiplique por seis personas transparentes, de las cuales sólo una sea real y otras las cinco imaginadas. La nieta del zar no sabe que su abuelo la engaña y se conforma hacerlo. Ahora Ivanito debe adivinar, cual de las seis Marías transparentes es su mamá verdadera, y la reconoce. El zar no quiere dejar a su prisionera y manda a sus piratas en alcance por nuestros héroes, pero el bravísimo soldado salva a Ivanito con su madre y con la nieta de Vodokrut que ha decidido abandonar a su abuelo.

## Papeles
- Mijaíl Kuznetsov — 'soldado desmovilizado
- Ninel Mýshkova — María, la maestra de arte
- Víctor Pereválov — Vaña (Ivanito), el hijo de María
- Anatoly Kubatsky — Vodokrut XIII
- Ola Jachapuridze — Aliónushka, la nieta de Vodokrut
- Gueorguiy Millar — Kvak
- Vera Altáiskaya — Señora de Maltiempo
- Serguey Tróitsky — Altýn Altýnych, el tesorero
- Alexandr Jvylya — Sabio que siempre calla
- Nikita Kondrátiev — El Gallo Marino

## Grupo de cine
- Escenario — Yevgueny Shvarts
- Representación — Alexandr Rou
- Operador — Dmitry Surensky
- Diseño — Yevgueny Galey
- Director — B. Kanevsky
- Músico — Andrey Volconsky
- Sonido — Anatoly Dicán
- Textos — Vladímir Lífshits

## Enlaces de esta página
- Datos: Q1219788